# Ján Timko
Ján Timko (ur. 27 października 1972 w Bańskiej Bystrzycy) – słowacki hokeista.

## Kariera
- HC 05 Banská Bystrica (-1994)
- HC Mez VTJ Michalovce (1994-1999)
- SKH Sanok (2000-2001)
- HK Dukla Michalovce (2001)
- Val Vanoise (2002-2003)
- Moselle Amnéville HC (2003-2004)
- Olimpique Courbevoie (2004-2009)
- AC Boulogne-Billancourt (2011-2012)

Pochodził z Bańskiej Bystrzycy. Wieloletni zawodnik klubu z Michaloviec. Występował w polskiej lidze w sezonie 2000/2001 w barwach klubu z Sanoka. Później grał we Francji w drugoligowych rozgrywkach Division 1.

## Sukcesy i osiągnięcia
Indywidualne
- Sezon 2003/2004 Division 1:
  - Pierwsze miejsce w klasyfikacji kanadyjskiej w ramach drużyny Moselle Amnéville HC: 47 punktów
- Sezon 2006/2007 Division 1:
  - Pierwsze miejsce w klasyfikacji asystentów w sezonie zasadniczym: 17 asyst
  - Pierwsze miejsce w klasyfikacji kanadyjskiej w sezonie zasadniczym: 28 punktów
  - Skład gwiazd ligi